# Juliusz Starkel
Juliusz Feliks Starkel, ps. i kr. Alfa, Cef, Grześ i inne (ur. 21 maja 1840 w Przeworsku, zm. 13 lipca 1918 we Lwowie) – polski pisarz, publicysta, działacz społeczny, zastępca członka Wydziału Towarzystwa Gimnastycznego „Sokół” we Lwowie w 1867 roku.

## Życiorys

### Dzieciństwo
Był jednym z dzieci Józefa Starkela (1807–1875), lekarza nadwornego w dobrach Henryka Lubomirskiego w Przeworsku, działacza społecznego, oświatowego i gospodarczego, i Felicji z Sas Jaworskich. W latach 1841–1847 rodzina mieszkała w Tarnowie, w latach 1847–1855 w Rzeszowie, a od roku 1855 ponownie w Tarnowie. Juliusz Starkel naukę rozpoczął w gimnazjum rzeszowskim (obecnie I Liceum Ogólnokształcące im. ks. Stanisława Konarskiego), a kontynuował ją w Tarnowie (do matury nie przystąpił).

### Pierwszy okres lwowski (1860–1862)
W roku 1860 zamieszkał we Lwowie i rozpoczął współpracę z czasopismami „Dziennik Literacki” i „Dzwonek”. W „Dzienniku” (wcześniej – „Nowiny”, założone przez Jana Dobrzańskiego) opublikował, jako Little Swift, swoje debiutanckie opowiadanie satyryczne Komedia bez aktów. Pismo „Dzwonek”, uznawane za pierwsze polskie pismo dla ludu, założył wspólnie z Walerym Łozińskim i Bernardem Klickim. W roku 1861 opublikował w nim, jako dodatki, pierwsze opowiadania historyczne. Wkrótce potem związał się z grupą „przedburzowców”, młodych literatów i publicystów (m.in. Mieczysław Romanowski, Mieczysław Pawlikowski, Ludwik Wolski, Karol Cieszewski, Bruno Bielawski, Lucjan Tatomir). W jego kolejnych utworach (m.in. publikowanych w czasopiśmie przedburzowców – „Czytelnia młodzieży”) dominowała tematyka martyrologiczno-wolnościowa; były nacechowane kultem poezji Juliusza Słowackiego, a równocześnie pozytywistyczną ideą pracy u podstaw. Pisał również komedie, które nazywał „ramotkami romantycznymi”.

### Lata 1862–1863 (powstanie styczniowe)
Aby uniknąć spodziewanego aresztowania za działalność narodowo-rewolucyjną w roku 1862 wyjechał do Niemiec, gdzie rozpoczął studia przyrodnicze na Uniwersytecie w Heidelbergu. Zapisał się do Związku Orła Białego, w którym działali wówczas m.in. Adam Asnyk i Stanisław Krzemiński, oraz był prezesem studenckiego Kółka Polskiego. W styczniu 1963r. r., po odebraniu wiadomości o wybuchu powstania w Królestwie Kongresowym, wrócił do kraju. We Lwowie włączył się do działań Komitetu Bratniej Pomocy, do którego należeli m.in. Jan Dobrzański i Kornel Ujejski, przeciwnicy Komitetu Galicji Wschodniej. W kwietniu 1963 r. został aresztowany; przebywał w lwowskim więzieniu do końca października. Po zwolnieniu zamierzał przystąpić do powstania, lecz został zatrzymany w czasie próby przekroczenia granicy. Uciekł do Lwowa, skąd jednak został wkrótce wydalony. Zamieszkał w Tarnowie i zajął się popularyzacją nauki, m.in. pisząc artykuły dla prasy lwowskiej i opracowując pierwszy polski przekład rozprawy Johna Stuarta Milla O wolności.

### Drugi okres lwowski (1864–1875)
Kolejne dziesięciolecie spędził we Lwowie. Współpracował z „Dziennikiem Literackim”, który wkrótce, wspólnie z K. Cieszewskim, odkupił od J. Dobrzańskiego. Po śmierci Cieszewskiego w 1867 r. przez pewien czas prowadził redakcję samodzielnie, lecz wkrótce przekazał redagowanie Władysławowi Łozińskiemu, pozostając właścicielem pisma. Stało się ono organem młodych literatów ze wszystkich zaborów i z emigracji. W „Dzienniku” były też publikowane teksty polityczne (przez pewien czas wychodził pod nazwą „Dziennik Literacki i Polityczny”).
Poza prowadzeniem redakcji Starkel nadal pisał i wydawał – pod różnymi pseudonimami – własne utwory literackie, recenzje i artykuły polityczne (nie zawsze przychylnie przyjmowane). Równocześnie zajmował się dramatopisarstwem. Dodatkowe obszary pracy były związane z funkcją członka lwowskiej Rady Miejskiej (od sierpnia 1867 r.) a od roku 1870 – Rady Szkolnej Krajowej (sekcja do spraw szkolnych i organizacyjnych); zabiegał o uniezależnienie Rady od władz, polonizację szkół oraz o wprowadzenie do programów szkolnych treści związanych z narodowym dziedzictwem kulturowym i rozwój szkolnictwa zawodowego, kursów dla rzemieślników i publicznych czytelni. Należał do grupy inicjatorów założenia Towarzystwa Pedagogicznego i Towarzystwa Naukowo-Literackiego.

### Drohowyż (1875–1885)
W roku 1875 Karol Jabłonowski – kurator Fundacji Stanisława hr. Skarbka – polecił Juliusza Starkela na stanowisko dyrektora Zakładem Sierot i Ubogich w Drohowyżu. W czasie 10 lat sprawowania tej funkcji kontynuował działalność literacką – napisał m.in. kilka książek dla czytelników chłopskich i dla młodzieży.

### Trzeci okres lwowski (1886–1918)
Po powrocie do Lwowa zajmował się tłumaczeniem z języka niemieckiego książki Juliusa Stinde, Rodzina Buchholców. Szkice z życia berlińskiego i pisał popularne opowieści dla młodzieży i dla ludu, zgodne z duchem pozytywizmu, zachęcające – bez moralizatorstwa – do uczciwości, pracowitości i oszczędności. W „Gazecie Narodowej” krytykował wpływ francuskiego naturalizmu na twórczość Stefanii Chłędowskiej i Gabrieli Zapolskiej; analizował również problemy integracji społeczności polskiej i żydowskiej. Wydawał tygodnik „Trybuna” (1891–1892) i miesięcznik „Łowiec” (1893–1897); redagował „Przewodnik Przemysłowy” (1896–1898) oraz – wspólnie z Tadeuszem Romanowiczem – dziennik „Słowo Polskie” (wykupiony w roku 1902 przez Narodową Demokrację). W ostatnich latach wydał wiele tekstów o tematyce historycznej. W czasie uroczystości z okazji 50-lecia pracy został nazwany „nestorem dziennikarstwa polskiego”.

## Twórczość
Pierwszy okres lwowski (wybór)
- Grześ z Mogiły, Ziemia polska, jaką ją Pan Bóg posadził między innymi narody i czym ją obdarzył,
- Grześ z Mogiły, Ziemia polska. Trzy stolice polskie.

Drugi okres lwowski (wybór)
- Życie w puszczy.Pamiętnik sprawiedliwego człowieka („Opiekun Domowy”)
- Z więzienia w roku 1863 („Dziennik Literacki”, 1865, nr 78),
- Bez ojczyzny („Dziennik Literacki”, 1865, nr 79–86),
- Król Duch Juliusza Słowackiego (na podstawie rękopisu; „Dziennik Literacki”, 1865, nr 83–85),
- Pisma pośmiertne Juliusza Słowackiego (recenzja; „Dziennik Literacki”, 1866, nr 20–32),
- Kilka prawd z dziejów naszych Józefa Szujskiego (recenzja; „Dziennik Literacki”, 1867, nr 4–5),
- Zasady i brak zasad („Dziennik Literacki i Polityczny”, 1867, nr 1),
- Wolność i solidarność („Dziennik Literacki i Polityczny”, 1867, nr 2),
- W przededniu wyborów („Dziennik Literacki i Polityczny”, 1867, nr 3),
- Co to jest opozycja i Żydzi w Galicji („Dziennik Literacki i Polityczny”, 1867, nr 36)
- Duchowni jako obywatele („Dziennik Literacki i Polityczny”, 1867, nr 40)
- W sprawie szkół elementarnych i W sprawie konkordatu („Dziennik Literacki i Polityczny”, 1867, nr 41)
- Terenia w kłopocie (jednoaktowy dramat wystawiony w teatrze, Lwów, grudzień 1866),
- Prawdziwa historia lat młodych Andrzeja Kostura z papierów pozostałych po nim (ps. Grześ z Mogiły, 1867),
- Jurata. Królowa Bałtyku (melodramat, odcinki publ. w „Dzienniku Literackim”, 1968),
- Opowiadanie pana Walentego, rymarza z Podgórza o różnych dziwach świata tego (ps. Grześ z Mogiły, 1869),
- Zacni ludzie, ich rozmowy, listy i nauki (rozmowy o rzemiośle, książka zalecana dla szkół, Lwów 1874),
- Wychowanie klas robotniczych (w: „Przew. Nauk. i Liter”, Lwów 1877).

Drohowyż i trzeci okres lwowski (wybór)
- Lekarstwa na biedę (Lwów 1882),
- Szkoła naturalistyczna i niektóre najnowsze pióra niewieście w powieści polskiej („Gaz. Narod.” 1886 nr 48–52)
- Zakład Drohowyzki. Kilka wspomnień i uwag („Ekonomista Polski” 1890)
- Fundacja Hirscha i sprawa żydowska w Galicji (Lwów 1890),
- Jak Żydom postępować, czyli rozmowa starego Szmula z przyjaciółmi (Lwów 1891)
- Anielskie serce (powieść o pracy nauczycielki wiejskiej, Lwów 1890, wyd. 3 Lwów 1910)
- Rok 1948 (rozprawa historyczna, Lwów 1899),
- Ostatnie słowa. Opowiadania i wspomnienia uczestników walki o wolność w roku 1863/4 (Lwów 1913),
- Diariusz wydarzeń wojennych we Lwowie od 23 VIII 1914 – 22 IX 1914 (nieopublikowany; zasoby Bibl. Ossol., sygn. 12196/I).
- Obrazki z Chin część I i II Warszawa 1906

## Życie prywatne
Miał brata Romualda (1870–1919), pedagoga i publicystę (ps. Sulisław). Ożenił się w roku 1864 z Klementyną de domo Wasilewską. Mieli czworo dzieci: Jadwigę (ur. 1864, później żona inżyniera Bolesława Wasylewskiego), Juliusza (ur. 1870, później sekretarz Izby Rzemieślniczej Lwowskiej i oficer austriacki), Marię (później żona Edmunda Hilczera) i Tadeusza (zmarł w wieku maturalnym).
Juliusz Starkel zmarł we Lwowie po ciężkiej chorobie. Został pochowany na cmentarzu Łyczakowskim.